# آبطویل
آبطویل روستایی از توابع بخش چغادک شهرستان بوشهر در استان بوشهر ایران است.

## جمعیت
این روستا در دهستان چاه‌کوتاه قرار دارد و جمعیت این روستا طبق سرشماری سال ۱۳۸۵ نفوس و مسکن۱۴۶۳ نفر (با ۳۲۹ خانوار) بوده‌است.

## اقلیم
این روستا به لحاظ اینکه آب‌های زیرزمینی شیرینی دارد نسبت به روستاهای دیگر استان بوشهر سرسبز می‌باشد و محصولات این روستا انواع و اقسام سبزیجات، هندوانه و دیگر سبزیجات می‌باشد. این روستا در چهار فصل سال دارای سبزیجات متنوعی که هر کدام مخصوص فصل مربوط به خود می‌باشند را دارا می‌باشد.
آبطویل در ۴۰ کیلومتری شهر بوشهر و ۲۰ کیلومتری برازجان واقع شده‌است.
آبطویل را با کشاورزی می‌شناسند با محصولاتی همچون کاهو انواع سبزیجات. جوگندم وصیفیجات که بیشتر صادر می‌شود.
آبطویل دارای اماکن دولتی بسیاری شامل دهیاری. خانه بیداشت. سالن ورزشی چند منظوره. مجتمع آموزشی. مجتمع بهزیستی. پایگاه مقاومت. زمین فوتبال. انبار محصولات کشاورزی. پارک تفریحی. مخابرات. کتابخانه عمومی. تأسیسات آبرسانی. گاز. برق و غیره می‌باشد/.
آبطویل را با امامزاده جعفر می‌شناسند که در همه موقع سال شاهد آمد ورفت عاشقان آن حضرت ازجای جای استان به این مکان مقدس می‌باشد/
آبطویل دارای دوباشگاه ورزشی سپاهان (رهبر) پرسپولیس (قهرمان فعلی بخش مرکزی بوشهر) است.
آبطویل یکی از زیباترین روستاهای استان بوشهر به لحاظ گردشگری است/.

## فرهنگ و اجتماع
روستای آبطویل جزء اولین روستاهایی است که در استان بوشهر کتابخانه عمومی در آن دایر گردیده‌است. این کتابخانه که در سال ۱۳۷۲ دایر کردیده‌است.